# Ancient Aliens
Ancient Aliens (ở Việt Nam được biết đến với tên gọi Người ngoài hành tinh thời cổ đại hay Phi hành gia thời cổ đại) là một chương trình truyền hình của Mỹ được công chiếu vào 20 tháng 4 năm 2010 trên kênh History. Phim do hãng Prometheus Entertainment sản xuất, chương trình đưa ra giả thuyết hay học thuyết phi hành gia cổ đại của Erich von Däniken và đưa ra các văn bản lịch sử, khảo cổ học và truyền thuyết mang bằng chứng về mối liên hệ ngoài trái đất của con người trong quá khứ. Chương trình này đã bị chỉ trích vì cách trình bày giả khoa học và giả lịch sử.
Phần dẫn dắt trên thực tế của bộ phim tài liệu này là một chương trình truyền hình đặc biệt cùng tên được phát sóng vào ngày 8 tháng 3 năm 2009 trên kênh History. Mùa 1–3 được phát sóng trên cùng một kênh cho đến năm 2011. Bắt đầu từ năm 2012 với mùa 4, loạt phim bắt đầu phát sóng trên kênh H2. Mùa 7 bắt đầu trên H2 vào tháng 10 năm 2014. Ngày 10 tháng 4 năm 2015, những tập phim mới bắt đầu ra mắt trên kênh History. Mùa 8 bắt đầu vào ngày 24 tháng 7 năm 2015.

## Sản xuất
Giám đốc sản xuất của Ancient Aliens là Kevin Burns đồng thời là đạo diễn và viết tình tiết của từng tập phim. Giorgio A. Tsoukalos đóng vai trò như là tư vấn sản xuất và xuất hiện trên màn hình trong phần dẫn dắt. Erich von Däniken xuất hiện trong vai trò dẫn dắt tập phim và nhà nghiên cứu UFO C. Scott Littleton đóng vai trò như là một chuyên gia tư vấn cho chương trình cho đến khi ông qua đời vào năm 2010.
Người dẫn chương trình phát thanh George Noory góp mặt trong năm tập phim, bao gồm cả phần dẫn dắt. Đức cha Barry Downing, nổi tiếng với việc mô tả các thiên sứ trong Kinh Thánh như là các phi hành gia cổ đại, cung cấp những quan điểm của mình trong tập phim thí điểm. Nhà tâm lý học Jonathan Young mang lại một viễn cảnh thần thoại, xuất hiện trên màn hình trong mỗi tập phim ngoại trừ tập thí điểm đầu tiên. Tác giả chuyên viết về lịch sử thay thế David Hatcher Childress, nói thường xuyên trong hầu hết các tập phim.

## Đón nhận
Chương trình có 1.676.000 người xem vào cuối tháng 10 năm 2010, 2.034.000 khán giả vào giữa tháng 12 (đối với tập "Unexplained Structures") và vào cuối tháng 1 năm 2011, đã có 1.309.000 người xem.
Một số nhà bình luận đã mô tả đặc điểm về chương trình này kiểu như "xa vời", "cực kỳ mang tính chất suy đoán", và "...[đang] diễn giải lung tung dựa trên những giả thuyết cho rằng các nhà du hành lang thang trên Trái Đất một cách tự do trong thời cổ đại." Rất nhiều ý tưởng được trình bày trong chương trình không được cộng đồng khoa học chấp nhận và đã bị chỉ trích là giả khoa học và giả lịch sử. Giáo sư khoa Lịch sử Ronald H. Fritze đã nhận xét rằng giả khoa học được von Däniken đề ra và chương trình Ancient Aliens có tính phổ biến định kỳ ở Mỹ: "Trong một nền văn hóa pop với một ký ức ngắn hạn và đồ ăn ngấu nghiến ngon lành, người ngoài hành tinh và kim tự tháp và các nền văn minh đã mất được tái chế như những món đồ thời trang".
Cộng tác viên Forbes.com Brad Lockwood chỉ trích Ancient Aliens là một ví dụ về việc bổ sung của History Channel "chương trình dành hết cho những con quái vật, người ngoài hành tinh và thuyết âm mưu", bình luận rằng, "Ancient Aliens bất chấp mọi khả năng để hoãn sự hoài nghi vì lợi ích của ngành giải trí." Phóng viên Forbes.com Alex Knapp cũng chỉ trích loạt phim và trích dẫn lời quở trách của nhà khảo cổ học Keith Fitzpatrick-Matthew về History Channel để "đang bàn về (Ancient Aliens) chuyện vô lý như thể nó có thực."
Tác giả khoa học Smithsonian.com Brian Switek đã chỉ trích thậm tệ loạt phim này, đặc biệt là một tập phim đã đưa ra giả thuyết rằng "người ngoài hành tinh hủy diệt khủng long để dọn đường cho loài người chúng ta". Ông còn mô tả đặc điểm của chương trình như thể "một số lượng bùn độc hại nhất trong cái thùng chung không đáy của truyền hình."
Một số khác đã kêu gọi sự chú ý đến một số lượng ít ỏi các quan điểm đối lập. Kenneth Feder, giáo sư khảo cổ học tại Trường Đại học Trung tâm Connecticut và là tác giả của quyển Frauds, Myths, and Mysteries: Science and Pseudoscience in Archaeology, đã nói rằng ông được tiếp cận bởi các nhà sản xuất Ancient Aliens về sự tham gia tiềm năng của mình. "Phản ứng của tôi là tôi rất vui mừng được dự phần vào chương trình của anh, nhưng anh nên biết là tôi nghĩ rằng giả thuyết nhà du hành vũ trụ cổ đại là chuyện nhảm nhí đáng ghét," ông cho biết trong một cuộc phỏng vấn. "Tôi đã không nghe theo lời họ khá đáng kể. Vì vậy, tôi đoán có lẽ là họ không quan tâm đến quan điểm của người khác."

## Ảnh hưởng văn hóa
South Park nhại lại chương trình này trong một tập phim mang tên A History Channel Thanksgiving (ngày 11 tháng 11 năm 2011, tập 15.13). Nhà bình luận Ramsey Isler nhận xét, "Mục tiêu nhằm chỉnh đốn Ancient Aliens một cách đặc biệt", và mô tả các bức hình động như "một sự châm biếm hoàn hảo của mọi sự lố bịch trong loạt phim này, bao gồm cả hình ảnh nghệ thuật đen và trắng với người ngoài hành tinh được chỉnh sửa photoshop, và các cuộc phỏng vấn với người dân mà quyền hạn không rõ ràng."
Trong một cuộc phỏng vấn với Rolling Stone vào tháng 6 năm 2011, ca sĩ Katy Perry cho biết cô bị "ám ảnh" với chương trình, nói rằng, "Khi nó nói về những người từ bầu trời, làm thế nào tất cả mọi người đến từ bầu trời và làm thế nào các Kim tự tháp được sử dụng để quan sát các vì sao, nó quá sức đối với tôi. Tất cả dường như để kết nối các dấu chấm than, nó đang thổi bùng tâm trí tôi."
Trong đợt xuất hiện vào tháng 3 năm 2012 trên The Ellen DeGeneres Show, nữ diễn viên Megan Fox đã nhận xét rằng cô "yêu" Ancient Aliens. Ellen đã đồng ý chương trình và các giả thuyết của nó là "tư tưởng mang tính khiêu khích."

## Tập phim
| Mùa | Mùa | Số tập | Ngày công chiếu      | Ngày công chiếu      |
| Mùa | Mùa | Số tập | Tập đầu mùa          | Tập kết mùa          |
| --- | --- | ------ | -------------------- | -------------------- |
|     | 1   | 6      | 8 tháng 3 năm 2009   | 25 tháng 5 năm 2010  |
|     | 2   | 10     | 28 tháng 10 năm 2010 | 30 tháng 12 năm 2010 |
|     | 3   | 16     | 28 tháng 7 năm 2011  | 23 tháng 11 năm 2011 |
|     | 4   | 15     | 17 tháng 2 năm 2012  | 18 tháng 1 năm 2013  |
|     | 5   | 15     | 25 tháng 1 năm 2013  | 15 tháng 11 năm 2013 |
|     | 6   | 20     | 29 tháng 11 năm 2013 | 22 tháng 8 năm 2014  |
|     | 7   | 12     | 31 tháng 10 năm 2014 | 1 tháng 5 năm 2015   |
|     | 8   | TBA    | 24 tháng 7 năm 2015  | TBA                  |

### Mùa 1 (2009–10)
| Số tập theo sê-ri | Số tập theo mùa | Tựa đề | Ngày công chiếu |
| ----------------- | --------------- | ------ | --------------- |

| 1 | 0 (Thí điểm) | "Chariots, Gods & Beyond" | 8 tháng 3 năm 2009 |

Tập mở đầu giới thiệu người xem về ý kiến của nhà khảo cổ Erich von Däniken, người cho rằng những nền văn minh hiện đại có thể đã có liên lạc với tổ tiên loài người, cung cấp cho họ kiến thức về Hệ Mặt Trời, các khái niệm về kỹ thuật và toán học, và các đại diện từ những nền văn minh này được tổ tiên loài người tôn thờ bằng các hình thức tôn giáo. Tác giả đưa ra các bằng chứng về các hình vẽ trên cao nguyên Nazca (Nazca Lines), kim tự tháp Giza và các bức tượng Moai khổng lồ ở đảo Phục Sinh.
| 2 | 1 | "The Evidence"      | 20 tháng 4 năm 2010 |
| 3 | 2 | "The Visitors"      | 27 tháng 4 năm 2010 |
| Tập phim đưa ra giả thuyết các địa điểm mà người ngoài hành tinh có thể đã viếng thăm trong quá khứ, cũng như các bằng chứng như dân tộc thiểu số Dogon ở Mali được cung cấp kiến thức về dãy hà từ một vị thần đến từ bầu trời, các tộc người thổ dân châu Mỹ như Hopi và Zuni tổ chức các nghi lễ tưởng niệm thần Kachinas ("Vị thần từ các vì sao") với các mô tả giống như phi hành gia ngày nay, và vua Hoàng Đế trong truyền thuyết Trung Hoa, được mô tả là đã cưỡi một con rồng vàng bay đến Trái Đất, mà tác giả cho rằng thực chất con rồng chỉ là một phi thuyền. |   |                     |                     |
| 4 | 3 | "The Mission"       | 4 tháng 5 năm 2010  |
| 5 | 4 | "Closer Encounters" | 18 tháng 5 năm 2010 |
| 6 | 5 | "The Return"        | 25 tháng 5 năm 2010 |

### Mùa 2 (2010)
| Số tập theo sê-ri | Số tập theo mùa | Tựa đề | Ngày công chiếu |
| ----------------- | --------------- | ------ | --------------- |

| 7 | 1  | "Mysterious Places"          | 28 tháng 10 năm 2010 |
| 8 | 2  | "Gods and Aliens"            | 4 tháng 11 năm 2010  |
| 9 | 3  | "Underwater Worlds"          | 11 tháng 11 năm 2010 |
| 10 | 4  | "Underground Aliens"         | 18 tháng 11 năm 2010 |
| Tập phim thảo luận về sự tồn tại của các nền văn minh bên trong lòng đất có thể của người ngoài hành tinh, với các bằng chứng về nhiều hang động, kiến trúc xây dựng bên trong lòng đất để con người có thể trú ngụ. Các tác giả cũng thảo luận về việc các bộ lạc của thổ dân châu Mỹ luôn tin rằng tổ tiên họ đến từ trong lòng đất. Phần cuối tập phim đề cập đến chuyến bay "vào tâm Trái Đất" của đô đốc Richard E. Byrd với mô tả về việc nhìn thấy các sinh vật thời tiền sử như voi Mammoth, hay khủng long cùng với việc chuyến thám hiểm Nam Cực của ông bị tấn công bởi các đĩa bay. Cuối tập phim, các tác giả nêu ra giả thuyết về Trái Đất rỗng. |    |                              |                      |
| 11 | 5  | "Aliens and the Third Reich" | 25 tháng 11 năm 2010 |
| Tập phim đưa ra giả thuyết về mối liên hệ giữa Đế Chế thứ 3 (Facist Đức) và người ngoài hành tinh. Tập phim thảo luận về các công nghệ vũ khí hiện đại nhất thời đó mà Facist Đức sở hữu, cũng như việc chế tạo các đĩa bay Haunebu và Die Glocke (hình chuông). Các tác giả đưa ra bằng chứng về việc Facist Đức đã nghiên cứu các văn tự cổ của nhiều quốc gia và xem chúng như những tài liệu về người ngoài hành tinh cổ đại hay việc Facist Đức dùng biểu tượng Swastika như một cách để giao tiếp với các nên văn minh ngoài hành tinh. |    |                              |                      |
| 12 | 6  | "Alien Tech"                 | 2 tháng 12 năm 2010  |
| 13 | 7  | "Angels and Aliens"          | 9 tháng 12 năm 2010  |
| 14 | 8  | "Unexplained Structures"     | 16 tháng 12 năm 2010 |
| 15 | 9  | "Alien Devastations"         | 23 tháng 12 năm 2010 |
| 16 | 10 | "Alien Contacts"             | 30 tháng 12 năm 2010 |

### Mùa 3 (2011)
| Số tập theo sê-ri | Số tập theo mùa | Tựa đề                            | Ngày công chiếu      |
| --- | --------------- | --------------------------------- | -------------------- |
| 17 | 1               | "Aliens and the Old West"         | 28 tháng 7 năm 2011  |
| Tập phim phân tích những vấn đề liên quan tới sự xuất hiện của người ngoài hành tinh vào thời kì Viễn Tây của nước Mỹ. Các tác giả nghiên cứu về các truyền thuyết phiêu lưu lưu truyền trong dân chúng vào thời kì này mà có thể liên quan đến người ngoài hành tinh như vụ rơi đĩa bay Aurora mà nghĩa trang địa phương có thể còn giữ lại mảnh vỡ của đĩa bay, các truyền thuyết của thổ dân châu Mỹ về Thunderbird, hay việc người dân địa phương bắn "con chim sắt" ở Tombstone, Arizona |                 |                                   |                      |
| 18 | 2               | "Aliens and Monsters"             | 4 tháng 8 năm 2011   |
| Tập phim thảo luận về các quái vật trong truyền thuyết như Hydra, Chimera, Minotaur hay Medusa có thể là sản phẩm của quá trình lai ghép của người ngoài hành tinh để khống chế con người. |                 |                                   |                      |
| 19 | 3               | "Aliens and Sacred Places"        | 11 tháng 8 năm 2011  |
| 20 | 4               | "Aliens and Temples of Gold"      | 18 tháng 8 năm 2011  |
| 21 | 5               | "Aliens and Mysterious Rituals"   | 25 tháng 8 năm 2011  |
| 22 | 6               | "Aliens and Ancient Engineers"    | 1 tháng 9 năm 2011   |
| 23 | 7               | "Aliens, Plagues and Epidemics"   | 8 tháng 9 năm 2011   |
| 24 | 8               | "Aliens and Lost Worlds"          | 15 tháng 9 năm 2011  |
| 25 | 9               | "Aliens and Deadly Weapons"       | 22 tháng 9 năm 2011  |
| Tập phim đưa ra giải thuyết về việc người ngoài hành tinh hỗ trợ con người trong quá khứ chế tạo các vũ khí hủy diệt, như thanh kiếm Excalibur của vua Athur (nước Anh), "Súng phun lửa" của đế quốc Byzantines, hay việc chế tạo thuốc nổ của Trung Quốc. Đặc biệt, tập phim đưa ra giả thuyết rằng văn tự Hindu cổ Mahabharata mô tả cuộc chiến của các vị thần mà theo các tác giả hiện đại thì chính là những "vị thần ngoài hành tinh" đã sử dung các vũ khí hủy diệt hiện đại ngày nay như tên lửa đất đối không, bom hạt nhân; truyền thuyết Angkor Wat của Cambodia cũng có mô tả về việc sử dụng vũ khí tương tự như súng Laser trong các phim khoa học viễn tưởng ngày nay. (Khoa học hiện đại vẫn chưa phát triển được nguồn phát Laser công suất lớn để có thể chế tạo súng) |                 |                                   |                      |
| 26 | 10              | "Aliens and Evil Places"          | 28 tháng 9 năm 2011  |
| 27 | 11              | "Aliens and The Founding Fathers" | 5 tháng 10 năm 2011  |
| Tập phim thảo luận về mối liên hệ với nền văn minh ngoài hành tinh của những nhân vật kiến tạo nước Mỹ thời lập quốc như Benjamin Franklin, George Washington, hay Thomas Jefferson. Tập phim còn đề cập một số hoạt động của hội kín Freemason có liên quan đến nền văn minh ngoài hành tinh cùng với ảnh hưởng tới việc xây dựng thủ đô Washington, D.C |                 |                                   |                      |
| 28 | 12              | "Aliens and Deadly Cults"         | 12 tháng 10 năm 2011 |
| 29 | 13              | "Aliens and the Secret Code"      | 19 tháng 10 năm 2011 |
| 30 | 14              | "Aliens and the Undead"           | 26 tháng 10 năm 2011 |
| 31 | 15              | "Aliens, Gods and Heroes"         | 16 tháng 11 năm 2011 |
| 32 | 16              | "Aliens and the Creation of Man"  | 23 tháng 11 năm 2011 |

### Mùa 4 (2012–13)
| Số tập theo sê-ri | Số tập theo mùa | Tựa đề                      | Ngày công chiếu      |
| --- | --------------- | --------------------------- | -------------------- |
| 33 | 1               | "The Mayan Conspiracy"      | 17 tháng 2 năm 2012  |
| 34 | 2               | "The Doomsday Prophecies"   | 17 tháng 2 năm 2012  |
| 35 | 3               | "The Greys"                 | 24 tháng 2 năm 2012  |
| 36 | 4               | "Aliens and Mega-Disasters" | 2 tháng 3 năm 2012   |
| 37 | 5               | "The NASA Connection"       | 9 tháng 3 năm 2012   |
| 38 | 6               | "The Mystery of Puma Punku" | 16 tháng 3 năm 2012  |
| 39 | 7               | "Aliens and Bigfoot"        | 23 tháng 3 năm 2012  |
| Tập phim thảo luận về sinh vật Bigfoot, sinh vật được miêu tả là nửa người, nửa khỉ và gần như được nhìn thấy ở khắp nơi trên thế giới, được mô tả trong hầu như mọi nên văn hóa cổ đại. Tập phim cũng thảo luận về một số văn tự cổ mô tả người khổng lồ như Goliath,Nephilim trong Kinh Thánh, Enkidu trong văn tự của người Sumer. Một số tác giả còn đưa ra kết luận về 1 nền văn minh từng tồn tại của các sinh vật như Bigfoot, và sau đó bị người ngoài hành tinh tiêu diệt để mở đường cho sự phát triển của xã hội loài người. Tuy nhiên, tập phim này lại đưa ra khá nhiều bằng chứng thiếu tính thuyết phục, thiếu căn cứ khi kết luận về mối liên hệ giữa Bigfoot và người ngoài hành tinh. |                 |                             |                      |
| 40 | 8               | "The Da Vinci Conspiracy"   | 6 tháng 4 năm 2012   |
| Tập phim thảo luận về cuộc đời và một số tác phẩm của Leonardo da Vinci được cho là có liên hệ tới nền văn minh ngoài hành tinh cũng như một số công trình khoa học vượt thời gian của ông được cho là lấy ý tưởng từ những công nghệ của người ngoài hành tinh mà ông đã tiếp cận. Tập phim thảo luận về các kĩ thuật vẽ tranh đặc biệt của ông như một số hình ảnh trong tranh vẽ biến mất khi bị chiếu tia X vào, việc ông viết bằng phương pháp đối xứng gương hay một số tác phẩm vẽ sinh vật "dị dạng" của ông. Tập phim còn thảo luận về việc ông gần như biến mất trong 2 năm sau khi phát hiện một hang động lạ.                                                                               |                 |                             |                      |
| 41 | 9               | "The Time Travelers"        | 27 tháng 4 năm 2012  |
| 42 | 10              | "Aliens and Dinosaurs"      | 4 tháng 5 năm 2012   |
| Tập phim đưa ra rất nhiều bằng chứng về việc khủng long đã từng tồn tại cùng thời với người tiền sử. Các bằng chứng điêu khác hình dạng khủng long được tìm thấy trong kiến trúc đền Angkor Wat ở Cambodia, những phiến đá Ica stones mô tả hình ảnh giữa người và khủng long và các mẫu hóa thạch tìm được có cả dấu chân người và khủng long ở cùng thời điểm. Các tác giả cho rằng nguyên nhân khủng long bị tiêu diệt là không phải bởi thiên thạch mà do bị nền văn minh ngoài hành tinh tấn công để mở đường cho sự phát triển của loài người. |                 |                             |                      |
| 43 | 11              | "Secrets of the Pyramids"   | 21 tháng 12 năm 2012 |
| 44 | 12              | "Aliens and Cover Ups"      | 28 tháng 12 năm 2012 |
| 45 | 13              | "Alien Power Plants"        | 4 tháng 1 năm 2013   |
| 46 | 14              | "Destination Orion"         | 11 tháng 1 năm 2013  |
| 47 | 15              | "The Einstein Factor"       | 18 tháng 1 năm 2013  |

### Mùa 5 (2013)
| Số tập theo sê-ri | Số tập theo mùa | Tựa đề                         | Ngày công chiếu      |
| ----------------- | --------------- | ------------------------------ | -------------------- |
| 48                | 1               | "Secrets of the Tombs"         | 25 tháng 1 năm 2013  |
| 49                | 2               | "Prophets and Prophecies"      | 8 tháng 2 năm 2013   |
| 50                | 3               | "Beyond Nazca"                 | 15 tháng 2 năm 2013  |
| 51                | 4               | "Strange Abductions"           | 22 tháng 2 năm 2013  |
| 52                | 5               | "The Von Daniken Legacy"       | 5 tháng 4 năm 2013   |
| 53                | 6               | "The Viking Gods"              | 12 tháng 4 năm 2013  |
| 54                | 7               | "The Monoliths"                | 19 tháng 4 năm 2013  |
| 55                | 8               | "The Power of Three"           | 30 tháng 9 năm 2013  |
| 56                | 9               | "The Crystal Skulls"           | 7 tháng 10 năm 2013  |
| 57                | 10              | "The Anunnaki Connection"      | 14 tháng 10 năm 2013 |
| 58                | 11              | "Magic of the Gods"            | 21 tháng 10 năm 2013 |
| 59                | 12              | "The Satan Conspiracy"         | 28 tháng 10 năm 2013 |
| 60                | 13              | "Alien Operations"             | 1 tháng 11 năm 2013  |
| 61                | 14              | "Emperors, Kings and Pharaohs" | 8 tháng 11 năm 2013  |
| 62                | 15              | "Mysterious Relics"            | 15 tháng 11 năm 2013 |

### Mùa 6 (2013–14)
| Số tập theo sê-ri                                                                 | Số tập theo mùa | Tựa đề                            | Ngày công chiếu      |
| --------------------------------------------------------------------------------- | --------------- | --------------------------------- | -------------------- |
| 63                                                                                | 1               | "Aliens and Forbidden Islands"    | 29 tháng 11 năm 2013 |
| 64                                                                                | 2               | "Aliens and The Lost Ark"         | 6 tháng 12 năm 2013  |
| 65                                                                                | 3               | "Aliens and Mysterious Mountains" | 13 tháng 12 năm 2013 |
| 66                                                                                | 4               | "Aliens and Stargates"            | 24 tháng 1 năm 2014  |
| 67                                                                                | 5               | "Aliens in America"               | 31 tháng 1 năm 2014  |
| 68                                                                                | 6               | "The Star Children"               | 7 tháng 2 năm 2014   |
| 69                                                                                | 7               | "Treasures of the Gods"           | 14 tháng 2 năm 2014  |
| 70                                                                                | 8               | "Aliens and the Red Planet"       | 21 tháng 2 năm 2014  |
| 71                                                                                | 9               | "The Shamans"                     | 28 tháng 2 năm 2014  |
| 72                                                                                | 10              | "Aliens and Insects"              | 7 tháng 3 năm 2014   |
| 73                                                                                | 11              | "Alien Breeders"                  | 14 tháng 3 năm 2014  |
| 74                                                                                | 12              | "Alien Transports"                | 13 tháng 6 năm 2014  |
| 75                                                                                | 13              | "Mysterious Structures"           | 20 tháng 6 năm 2014  |
| 76                                                                                | 14              | "Mysterious Devices"              | 27 tháng 6 năm 2014  |
| 77                                                                                | –               | "Faces of the Gods"               | 25 tháng 7 năm 2014  |
| Note: This was a special episode that was aired immediately after a short hiatus. |                 |                                   |                      |
| 78                                                                                | 15              | "The Reptilians"                  | 25 tháng 7 năm 2014  |
| 79                                                                                | 16              | "The Tesla Experiment"            | 1 tháng 8 năm 2014   |
| 80                                                                                | 17              | "The God Particle"                | 8 tháng 8 năm 2014   |
| 81                                                                                | 18              | "Alien Encounters"                | 15 tháng 8 năm 2014  |
| 82                                                                                | 19              | "Aliens and Superheroes"          | 22 tháng 8 năm 2014  |

### Mùa 7 (2014–15)
| Số tập theo sê-ri | Số tập theo mùa | Tựa đề                     | Ngày công chiếu      |
| ----------------- | --------------- | -------------------------- | -------------------- |
| 83                | 1               | "Forbidden Caves"          | 31 tháng 10 năm 2014 |
| 84                | 2               | "Mysteries of the Sphinx"  | 7 tháng 11 năm 2014  |
| 85                | 3               | "Aliens Among Us"          | 14 tháng 11 năm 2014 |
| 86                | 4               | "The Genius Factor"        | 21 tháng 11 năm 2014 |
| 87                | 5               | "Secrets of the Mummies"   | 28 tháng 11 năm 2014 |
| 88                | 6               | "Alien Resurrections"      | 5 tháng 12 năm 2014  |
| 89                | 7               | "Alien Messages"           | 19 tháng 12 năm 2014 |
| 90                | 8               | "The Great Flood"          | 26 tháng 12 năm 2014 |
| 91                | 9               | "Aliens and the Civil War" | 10 tháng 4 năm 2015  |
| 92                | 10              | "Hidden Pyramids"          | 17 tháng 4 năm 2015  |
| 93                | 11              | "The Vanishings"           | 24 tháng 4 năm 2015  |
| 94                | 12              | "The Alien Agenda"         | 1 tháng 5 năm 2015   |

### Mùa 8 (2015)
| Số tập theo sê-ri | Số tập theo mùa | Tựa đề                  | Ngày công chiếu     |
| --- | --------------- | ----------------------- | ------------------- |
| 95 | 1               | "Aliens B.C."           | 24 tháng 7 năm 2015 |
| Tập phim thảo luận về khả năng tồn tại của các nền văn minh ngoài Trái Đất từ hàng chục ngàn năm trước công nguyên, trước thời kì tiền sử trong lịch sử nhân loại. Các tác giả đưa ra các bằng chứng được cho là phần còn sót lại của các nền văn minh tiên tiến của người ngoài hành tinh như các phế tích cổ ở vùng biển Trung Mỹ, các nền văn minh cổ Nam Mỹ, công trình ngầm ở Trung Quốc trước thời vua Hoàng Đế, các mô tả trong Kinh Thánh cũng như trong nhiều huyền sử của nhiều nền văn hóa khác nhau. Tập phim còn thảo luận về các địa điểm có thể là vị trí thật của nền văn minh Atlantis. |                 |                         |                     |
| 96 | 2               | "NASA's Secret Agenda"  | 31 tháng 7 năm 2015 |
| 97 | 3               | "Aliens and Robots"     | 7 tháng 8 năm 2015  |
| 98 | 4               | "Dark Forces"           | 14 tháng 8 năm 2015 |
| 99 | 5               | "The Alien Evolution"   | 21 tháng 8 năm 2015 |
| 100 | 6               | "The Other Earth"       | 28 tháng 8 năm 2015 |
| 101 | 7               | "Creatures of the Deep" | 4 tháng 9 năm 2015  |
| Tập phim trình bày ý kiến của các tác giả về khả năng tồn tại của các sinh vật ngoài hành tinh ở dưới biển sâu thông qua việc khảo sát khả năng tồn tại phi thường của một số sinh vật "kì dị" được tìm thấy dưới đáy biển sâu, các trường hợp bắt gặp thủy quái ở nhiều nơi trên thế giới, đặc biệt là quái vật hồ Lochness và một số hiện tượng hải dương học kì thú như dòng sông nước ngọt giữa hồ nước mặn ở Mexico. Các tác giả còn đưa ra giả thuyết về khả năng các quái vật, sinh vật ngoài hành tinh được đưa đến Trái Đất thông qua các wormhole.                                             |                 |                         |                     |
| 102 | 8               | "Circles from the Sky"  | 18 tháng 9 năm 2015 |
| 103 | 9               | "The Alien Wars"        | 2 tháng 10 năm 2015 |

Mùa 9 (2014–15)